# Wolfstandslangen
Wolfstandslangen (Lycodon) zijn een geslacht van slangen uit de familie toornslangachtigen (Colubridae) en de onderfamilie Colubrinae.

## Naam en indeling
De wetenschappelijke naam van de groep werd voor het eerst voorgesteld door Leopold Fitzinger in 826. Het geslacht werd lange tijd als een aparte onderfamilie gezien (Lycodontidae).
De naam wolfstandslangen is te danken aan een tot drie paar verlengde tanden aan de voorzijde van de bovenkaak. Het is met 72 soorten een van de grootste geslachten van de toornslangachtigen.

## Verspreiding en habitat
Vertegenwoordigers van dit geslacht komen voor in Azië en Australië en leven in de landen Afghanistan, Australië, Bangladesh, Bhutan, Cambodja, China, Filipijnen, Hongkong, India, Indonesië, Iran, Japan, Laos, Maleisië, Myanmar, Nepal, Nieuw-Guinea, Oezbekistan, Oost-Timor, Pakistan, Rusland, Singapore, Sri Lanka, Tadzjikistan, Thailand, Tibet, Turkmenistan en Vietnam.
De habitat bestaat voornamelijk uit vochtige tropische en subtropische bossen in laaglanden maar ook wel in bergstreken. Ook in door de mens aangepaste streken zoals plantages en landelijke tuinen kunnen de slangen worden aangetroffen.

## Beschermingsstatus
Door de internationale natuurbeschermingsorganisatie IUCN is aan 41 soorten een beschermingsstatus toegewezen. Zevenentwintig soorten worden gezien als 'veilig' (Least Concern of LC), elf soorten als 'onzeker' (Data Deficient of DD) en twee soorten als 'kwetsbaar' (Vulnerable of VU). De soort Lycodon chrysoprateros ten slotte wordt beschouwd als 'ernstig bedreigd' (Critically Endangered of CR).

### Soorten
Het geslacht omvat de volgende soorten, met de auteur en het verspreidingsgebied.
| Naam                    | Auteur                                                               | Verspreidingsgebied |
| ----------------------- | -------------------------------------------------------------------- | --- |
| Lycodon albofuscus      | Duméril, Bibron & Duméril, 1854                                      | Indonesië, Maleisië |
| Lycodon alcalai         | Ota & Ross, 1994                                                     | Filipijnen |
| Lycodon anamallensis    | Albert Günther, 1864                                                 | India, Sri Lanka |
| Lycodon aulicus         | Linnaeus, 1758                                                       | India, Pakistan, Nepal, Bhutan, Myanmar, Sri Lanka, Bangladesh, China                                                                        |
| Lycodon banksi          | Luu, Bonkowski, Nguyen, Le, Calame & Ziegler, 2018                   | Laos |
| Lycodon bibonius        | Ota & Ross, 1994                                                     | Filipijnen |
| Lycodon butleri         | Boulenger, 1900                                                      | Maleisië, Thailand |
| Lycodon capucinus       | Boie, 1827                                                           | Australië, Nieuw-Guinea, Myanmar, Cambodja, Thailand, Vietnam, Singapore, Laos, China, Hongkong, Indonesië, Oost-Timor, Maleisië, Filipijnen |
| Lycodon cardamomensis   | Daltry & Wüster, 2002                                                | Cambodja, Thailand, Vietnam |
| Lycodon carinatus       | Kuhl, 1820                                                           | Sri Lanka |
| Lycodon cavernicolus    | Grismer, Quah, Anuar, Muin, Wood & Nor, 2014                         | Maleisië |
| Lycodon chrysoprateros  | Ota & Ross, 1994                                                     | Filipijnen |
| Lycodon davidi          | Vogel, Nguyen, Kingsada & Ziegler, 2012                              | Laos |
| Lycodon davisonii       | Blanford, 1878                                                       | Myanmar, Thailand, Cambodja, Vietnam, Laos, Bhutan                                                                                           |
| Lycodon dumerilii       | Boulenger, 1893                                                      | Filipijnen |
| Lycodon effraenis       | Cantor, 1847                                                         | Maleisië, Indonesië, Thailand |
| Lycodon fasciatus       | Anderson, 1879                                                       | India, Bhutan, Myanmar, Thailand, Laos, Vietnam, Tibet, China                                                                                |
| Lycodon fausti          | Gaulke, 2002                                                         | Filipijnen |
| Lycodon ferroni         | Lanza, 1999                                                          | Filipijnen |
| Lycodon flavicollis     | Mukherjee & Bhupathy, 2007                                           | India |
| Lycodon flavomaculatus  | Wall, 1907                                                           | India |
| Lycodon flavozonatus    | Pope, 1928                                                           | Myanmar, Vietnam, China |
| Lycodon futsingensis    | Pope, 1928                                                           | China, Vietnam, Laos |
| Lycodon gammiei         | Blanford, 1878                                                       | India, Bhutan |
| Lycodon gibsonae        | Vogel & David, 2019                                                  | Thailand |
| Lycodon gongshan        | Vogel & Luo, 2019                                                    | China |
| Lycodon gracilis        | Günther, 1864                                                        | India, Sri Lanka, Myanmar |
| Lycodon hypsirhinoides  | Theobald, 1868                                                       | India |
| Lycodon jara            | Shaw, 1802                                                           | India, Bangladesh, Nepal, Myanmar, Bhutan |
| Lycodon kundui          | Smith, 1943                                                          | Myanmar |
| Lycodon laoensis        | Günther, 1864                                                        | India, Thailand, Laos, Vietnam, Cambodja, China, Maleisië                                                                                    |
| Lycodon liuchengchaoi   | Zhang, Jiang, Vogel & Rao, 2011                                      | China |
| Lycodon mackinnoni      | Wall, 1906                                                           | India, Pakistan |
| Lycodon meridionalis    | Bourret, 1935                                                        | Vietnam, Laos |
| Lycodon muelleri        | Duméril, Bibron & Duméril, 1854                                      | Filipijnen |
| Lycodon multifasciatus  | Maki, 1931                                                           | Japan |
| Lycodon multizonatus    | Zhao & Jiang, 1981                                                   | China |
| Lycodon namdongensis    | Vogel, David, Pauwels, Sumontha, Norval, Hendrix, Vu & Ziegler, 2009 | Vietnam |
| Lycodon nympha          | Daudin, 1803                                                         | India, Sri Lanka |
| Lycodon ophiophagus     | Vogel, David, Pauwels, Sumontha, Norval, Hendrix, Vu & Ziegler, 2009 | Thailand |
| Lycodon orientalis      | Hilgendorf, 1880                                                     | Japan |
| Lycodon paucifasciatus  | Rendahl in Smith, 1943                                               | Vietnam |
| Lycodon philippinus     | Griffin, 1909                                                        | Filipijnen |
| Lycodon pictus          | Janssen, Pham, Ngo, Le, Nguyen & Ziegler, 2009                       | Vietnam |
| Lycodon rosozonatus     | Hu & Zhao, 1972                                                      | China, Vietnam, Rusland |
| Lycodon rufozonatus     | Cantor, 1842                                                         | Japan, Taiwan, Korea, Laos, Vietnam, China, Rusland                                                                                          |
| Lycodon ruhstrati       | Fischer, 1886                                                        | Taiwan, China, Vietnam] |
| Lycodon sealei          | Leviton, 1955                                                        | Indonesië, Brunei; Maleisië, Filipijnen |
| Lycodon semicarinatus   | Cope, 1860                                                           | Japan |
| Lycodon septentrionalis | Günther, 1875                                                        | India, Bhutan, Myanmar, Laos, Vietnam, Thailand, Cambodja, China                                                                             |
| Lycodon sidiki          | Wostl, Hamidy, Kurniawan & Smith, 2017                               | Indonesië |
| Lycodon solivagus       | Ota & Ross, 1994                                                     | Filipijnen |
| Lycodon stormi          | Boettger, 1892                                                       | Indonesië |
| Lycodon striatus        | Shaw, 1802                                                           | Sri Lanka, India, Pakistan, Rusland, Turkmenistan, Tadzjikistan, Oezbekistan, Iran, Afghanistan, Nepal                                       |
| Lycodon subannulatus    | Duméril, Bibron & Duméril, 1854                                      | Indonesië, Filipijnen, Singapore, Thailand, Myanmar                                                                                          |
| Lycodon subcinctus      | Boie, 1827                                                           | Brunei, Cambodja, China, Indonesië, Oost-Timor, Laos, Thailand, Vietnam, Maleisië, India                                                     |
| Lycodon synaptor        | Vogel & David, 2010                                                  | China |
| Lycodon tessellatus     | Jan, 1863                                                            | Filipijnen |
| Lycodon tiwarii         | Biswas & Sanyal, 1965                                                | India |
| Lycodon travancoricus   | Beddome, 1870                                                        | Pakistan, India |
| Lycodon tristrigatus    | Albert Günther, 1858                                                 | Indonesië |
| Lycodon zawi            | Slowinski, Pawar, Win, Thin, Gyi, Oo & Tun, 2001                     | India, Myanmar, Bangladesh |
| Lycodon zoosvictoriae   | Neang, Hartmann, Hun, Souter & Furey, 2014                           | Cambodja |